# Erythroselinum
Erythroselinum là chi thực vật có hoa trong họ Apiaceae.